# Динамика
 За музикалния термин вижте Динамика (музика).  
Динамика е дял от класическата механика и за разлика от кинематиката и статиката се занимава и изучава причините за възникване на движението на материалните тела в зависимост от приложените върху тях сили или казано по друг начин, динамиката описва физичните величини път, скорост и ускорение и тяхното изменение под въздействието на сили.
Трите основни закона на динамиката са открити от Исак Нютон.
Първият закон на Нютон е известен още като закон за инерцията и гласи: съществува отправна система, спрямо която всяка свободна от външни въздействия материална точка се движи равномерно праволинейно, т.е. без ускорение. Такава отправна система се нарича инерциална. Същността на този закон се заключава в това че на материалната точка е присъщо свойството инертност – в отсъствие на външно въздействие тя се движи (по инерция) равномерно и праволинейно в инерциална отправна система.
{\displaystyle \sum _{i=1}^{n}{\vec {F_{i}}}=0=>{\vec {v}}=const}
Вторият закон на Нютон дава отношението между приложената външна сила и ускорението (което е право пропорционално), с други думи в инерциална отправна система сумата на всички сили, действащи на едно тяло, е равна на произведението на масата на това тяло и векторното му ускорение.
{\displaystyle \sum _{i=1}^{n}{\vec {F_{i}}}=m{\vec {a}}}
{\displaystyle {\vec {F}}=m{\vec {a}}}
В случай, когато масата е променлива, законът се записва във вида
{\displaystyle \sum _{i=1}^{n}{\vec {F_{i}}}={\frac {d{\vec {p}}}{dt}}},
където {\displaystyle {\vec {p}}} – импулса на тялото.
Третият закон на Нютон гласи, че всяко действие има равно по големина и противоположно по посока противодействие. Важното в този закон е да се разбере, че се отнася за един и същи вид сила и само между два предмета.
{\displaystyle |{\vec {F_{1}}}|=|{\vec {F_{2}}}|}
{\displaystyle {\vec {F_{1}}}={\vec {-F_{2}}}}

## Разяснение
Основни направления в динамиката са хидродинамика, аеродинамика и газова динамика.
Механичните взаимодействия в динамиката се моделират с разпределени или съсредоточени сили. В динамиката има два вида товари – статични и динамични товари.

### Статични товари
Статичните товари се разделят на активни и пасивни. Те не изменият своята посока и също така не изменят кинематичното състояние на абсолютно твърдо тяло. Този вид натоварване нараства много бавно от 0 до максималната си стойност. Активните сили сигнализират за ускорение на телата и се отнасят към сили като съпротивлението на въздуха. Пасивните сили са силите породени от реакциите на връзките.

### Динамични товари
Динамичните товари изменят своята големина, посока, направление и приложна точка.